# Críticas a la tecnología
Las críticas a la tecnología son variadas y provienen de distintos autores. A modo general, estas surgen desde las reflexiones sobre los impactos que han de tener las distintas aplicaciones de las tecnologías a las dinámicas sociales, las relaciones humanas, el medio ambiente y las identidades culturales entre otros ámbitos. Generalmente, estas críticas hablan sobre como la aplicación de tecnologías cada vez más complejas y lejanas a la realidad cotidiana de las personas deshumaniza la vida misma de las personas afectadas, tal como podemos leer en las críticas de Marx.

Algunos autores que hablan al respecto son: 

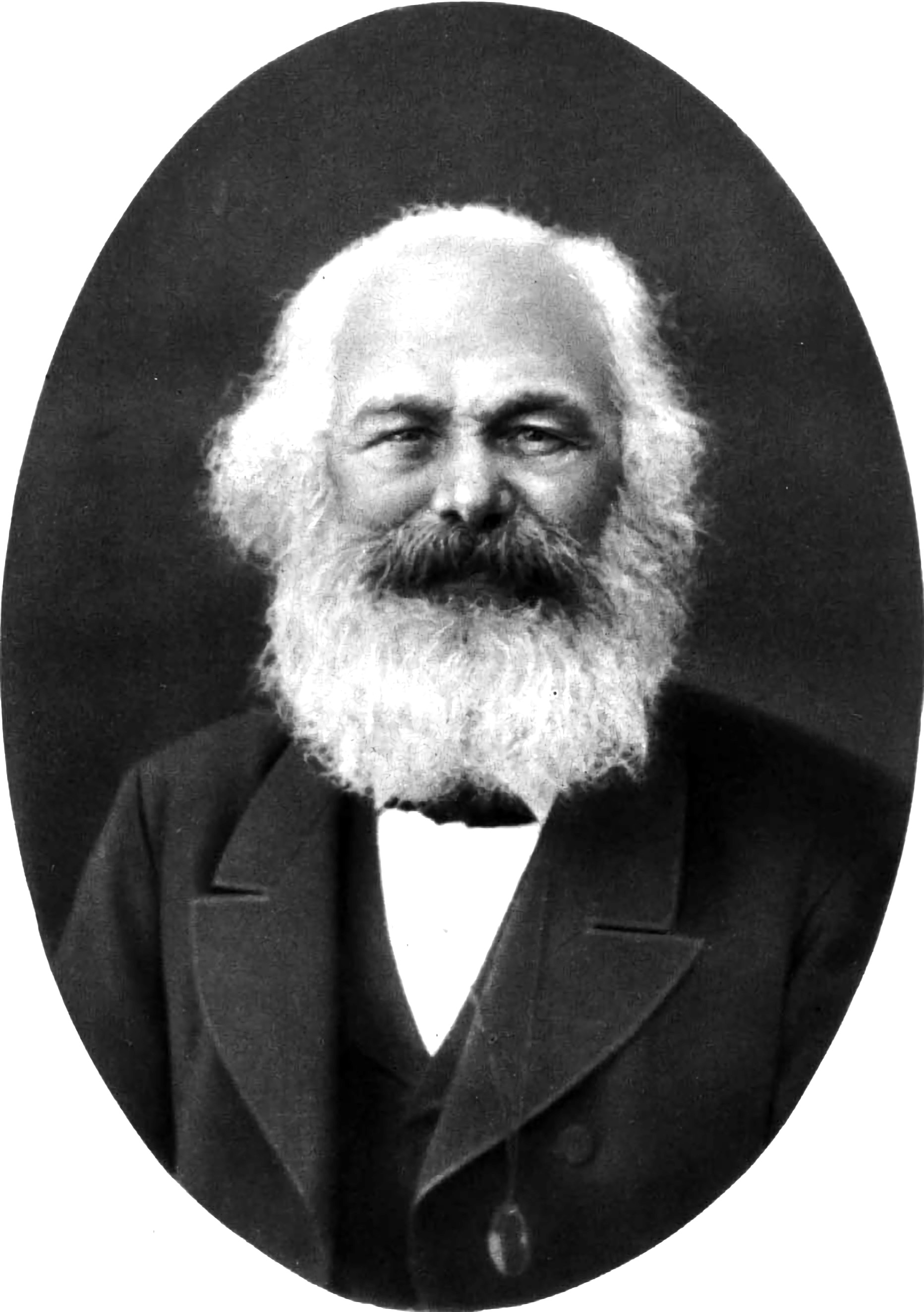
Marx, autor de El capital, obra en la cual se pueden encontrar críticas a la tecnología.

- Karl Marx[1] en su obra El capital.
- Andrew Feenberg[2] en su Teoría crítica de la tecnología.
- Francisco Jarauta Marion[3] en su libro La transformación de la conciencia moderna.
- Antonio Fernández Vicente[4] en su tesis Crítica de la tecnología de reencantamiento: la comunicación en la era digital.
- Manuel Pavón[5] en su obra La crítica de la ciencia y la tecnología en la generación del 98: Una reflexión. Replica a Mitcham y Alonso.
- Miquel Gómez Serra[6] en su escrito Reflexiones críticas sobre el uso y el impacto de las Tecnologías de la información y la comunicación en los ámbitos educativos.
- Andrés Villa[7] en su artículo Tecnología y sociedad.
- Elisa Hernández Merayo y M. David Pérez Heredia[8] en su artículo ¿Qué nos dicen, qué queremos saber? un análisis crítico de informes sobre nuevas tecnologías.

Con esto tenemos que las críticas que se pueden encontrar sobre la tecnología surgen en los momentos en que ésta comienza a tener un papel preponderante dentro de los cambios culturales y productivos de la humanidad, concretamente desde la revolución industrial.